# Лагероньер, Луи Этьен Артур
Луи Этьен Артур Лагероньер (фр. Louis Etienne Arthur Dubreuil Helion, vicomte de La Guéronnière; 6 апреля 1816, Ле-Дора, — 23 декабря 1875, Париж) — французский публицист, брат Альфреда Лагероньера, виконт.
Во время Июльской монархии примкнул к умеренным республиканцам и был близок к Ламартину; после переворота 2 декабря 1851 года перешёл на сторону Наполеона III, писал брошюры в защиту наполеоновской политики. Назначенный сенатором, отстаивал идеи так называемой либеральной империи. В конце 60-х Лагероньер был послом в Брюсселе и в Константинополе.

## Главные сочинения
- «La France, Rome et Italie» (1851);
- «L’Empereur Napoléon III et l’Angleterre»;
- «Le pape et le congrès» (1860);
- «Le droit public et l’Europe moderne» (1875).